# Лоос, Йозеф
Йозеф Лоос (чеш. Josef Loos; 13 марта 1888 — 15 февраля 1955) — чехословацкий хоккеист и футболист. Чемпион Европы 1914 года в составе сборной Богемии по хоккею с шайбой.

## Биография
Йозеф Лоос родился в Праге 13 марта 1888 года. Начал играть в хоккей в 1909 году, еще до первой мировой войны.
Выступал за хоккейный клуб «Славия» (Прага). Участник международных соревнований по хоккею. Бронзовый медалист чемпионата мира по хоккею 1920 года (в рамках летних Олимпийских игр 1920 года в Антверпене) в составе сборной Чехословакии. Чемпион Европы 1914 года в составе сборной Богемии.
За сборную Чехословакии по хоккею провёл всего 1 игру.
Помимо хоккея также играл в футбол за пражскую «Славию».
Его брат, Вилем Лоос, также был известным чехословацким хоккеистом и футболистом того времени.
После окончания хоккейной карьеры Йозеф Лоос добился успехов в качестве функционера. Был председателем чехословацкого хоккейного союза с 1945 по 1948 год. Его большая заслуга состоит в том, что Чехословакия получила право проведения первого после второй мировой войны чемпионата мира по хоккею, на котором чехословацкая сборная впервые в своей истории завоевала золотые медали. С 1945 по 1953 год был заместителем главы ИИХФ.
Умер 15 февраля 1955 года в Праге.